# SM-65A Atlas

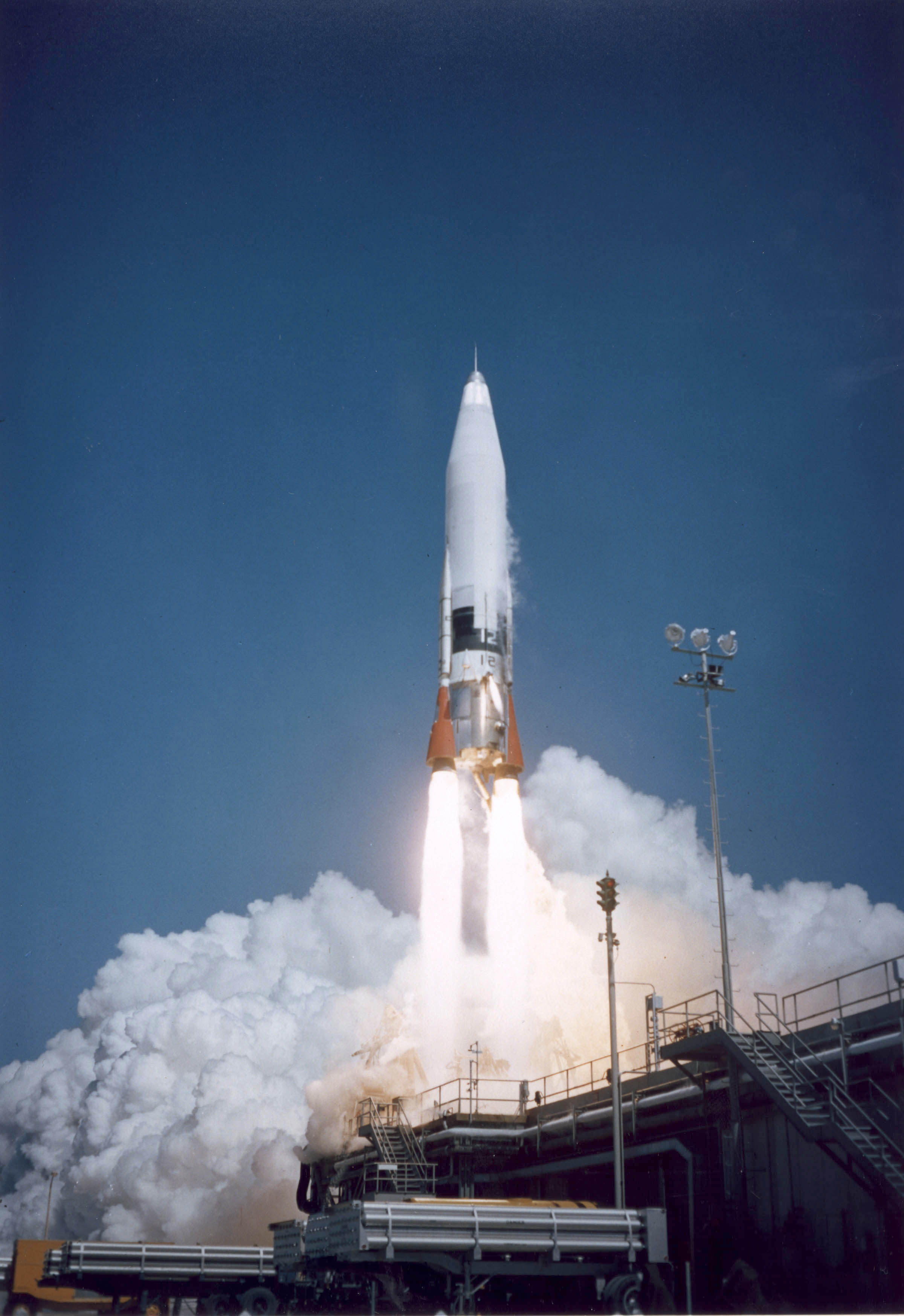
Lançamento do Atlas 10A

O SM-65A Atlas, ou Atlas A, também designado de X-11 foi o primeiro protótipo em escala real do míssil Atlas, que voou pela primeira vez em 11 de junho de 1957. Ao contrário das versões posteriores do míssil Atlas, o Atlas A não apresenta o estágio e meio do projeto. Em vez disso, os motores de reforço foram fixados no lugar, e o motor sustentador foi omitido.
O Atlas A realizou oito voos de teste, dos quais quatro foram bem sucedidos. Todos os voos de teste foram realizados a partir de Estação da Força Aérea de Cabo Canaveral, ou no Complexo de Lançamento 12 ou no Complexo de Lançamento 14.